# Helotorus glaber
Helotorus glaber är en stekelart som beskrevs av Henry Keith Townes, Jr. 1978. Helotorus glaber ingår i släktet Helotorus och familjen brokparasitsteklar. Inga underarter finns listade i Catalogue of Life.